# Goshen (Virgínia)
Goshen é uma cidade  localizada no estado norte-americano de Virginia, no Condado de Rockbridge.

## Demografia
Segundo o censo norte-americano de 2000, a sua população era de 406 habitantes.
Em 2006, foi estimada uma população de 397, um decréscimo de 9 (-2.2%).

## Geografia
De acordo com o United States Census Bureau tem uma área de
4,5 km², dos quais 4,5 km² cobertos por terra e 0,0 km² cobertos por água. Goshen localiza-se a aproximadamente 428 m acima do nível do mar.

## Localidades na vizinhança
O diagrama seguinte representa as localidades num raio de 36 km ao redor de Goshen.